# GS1 Magyarország

## A GS1 Magyarország története
Magyarországon a 80-as évek elején merült fel először az egységes termékszámrendszer megalkotásának szükségessége. Az első forrást az EAN rendszer működéséről, a vonalkódról egy 1981-ben az Anyagmozgatás és Csomagolás című kiadványban megjelent cikk jelentette. Az akkori gazdasági helyzetben Magyarországon a készletgazdálkodás problémái kerültek előtérbe, aminek megoldását, az ETK-számokban, azaz az egységes termékkódban látták itthon is. Az ekkor már néhány éve sikeresen működő EAN rendszer példája és tapasztalatai alapján Magyarország úgy döntött, hogy nem helyi rendszert hoz létre, hanem az ETK számok felépítését úgy tervezik meg a szakemberek, hogy az beilleszthető legyen az EAN rendszerbe. Ezzel párhuzamosan kezdeményezték hazánk csatlakozását a nemzetközi rendszerhez. Nagy kihívást jelentett a szakembereknek 1984-ben, hogy egy akkor még központi tervutasításos rendszerben működő szocialista ország gazdasági folyamatait összekapcsolják egy, a piacgazdaságra kifejlesztett módszerrel, de munkájukat siker koronázta.
Magyarország 1984-ben csatlakozott a rendszerhez. Az automatikus azonosítás, a vonalkódos alkalmazások hazai bevezetésében a csomagolástechnika szakemberei játszottak úttörő szerepet.
Magyarországot a csatlakozás során a Magyar Kereskedelmi Kamara képviselte, melynek égisze alatt létrehozták az ETK/EAN Irodát.  1990-ben megalakult a  CSAOSZ  (Csomagolási és Anyagmozgatási Országos Szövetség), amely jogutódként átvette e szakterületet és EAN Iroda néven működtette azt tovább. A piacgazdaságra való fokozatos áttérés, valamint az Iroda nemzetközi és hazai kapcsolatainak növekedése döntő fordulatot eredményezett: 1999-ben megalakult az EAN azonosító rendszereket fejlesztő és működtető önálló hazai szervezet, az EAN Magyarország Azonosító Rendszereket Működtető Kiemelten Közhasznú Társaság. Az önállósodás első évei a működés stabilizálásával teltek. A korábbi egyszeri regisztrációs díjat felváltó évente fizetendő használati díj bevezetése elősegítette a hatékony működéshez szükséges személyi-, tárgyi, informatikai- és infrastrukturális elemek megteremtését, a szolgáltatások körének kiterjesztését, valamint források elkülönítését a nemzetközi szervezet munkájába történő bekapcsolódáshoz.
2006-ra a szervezet készen állt, hogy – követve a 2005-ben megalakuló GS1 (Association Internationale Sans But Lucratif, magyarul  nem profitorientált nemzetközi társaság) előírásait – ismét mérföldkőnek számító változáson menjen keresztül, és megalakuljon a GS1 Magyarország Globális Azonosító és Kommunikációs Rendszereket Működtető Kiemelten Közhasznú Társaság, mely új alapokra helyezte szerződéses kapcsolatait a nemzetközi szervezettel és hazai partnereivel egyaránt.
A jogszabályi előírást követve 2008. június 1-jétől a Kht. működését, mint GS1 MAGYARORSZÁG Globális Azonosító és Kommunikációs Rendszereket Működtető Kiemelkedően Közhasznú Nonprofit Zártkörűen Működő Részvénytársaság kezdte meg. Az átalakulást követően a GS1 Magyarország megtartotta kiemelten közhasznú, nonprofit státuszát.
A GS1 Magyarország immár 25 éves hazai és – a globális GS1 Szervezet tagjaként – több mint harmincéves nemzetközi tapasztalattal rendelkezik a szabványalkalmazás terén.

## A GS1 Magyarország szolgáltatásai
A  GS1 MAGYARORSZÁG Globális Azonosító és Kommunikációs Rendszereket Működtető Kiemelkedően Közhasznú Nonprofit Zártkörűen Működő Részvénytársaság  az alábbi szolgáltatásokat nyújtja:
- Számkeresés
- Vonalkód vizsgálat a helyes és olvasható vonalkódokért
- Oktatás a megfelelő szintű tudás megszerzéséhez
- A legalapvetőbb és egyben legfontosabb GS1 publikációkhoz való hozzáférés
- Újrahasználható csomagolóeszközök felvétele a  Göngyöleg-RTI  katalógusban

A GS1 Magyarország szolgáltatásai a Zrt. hivatalos honlapján érhetők el: http://www.gs1hu.org

## Külső hivatkozások
- A GS1 hivatalos honlapja
- A GS1 Magyarország hivatalos honlapja